# 阿迪尔·查尔查尼
阿迪尔·查尔查尼（1922年5月15日—1997年10月13日），阿尔巴尼亚的政治家，曾任阿尔巴尼亚部长会议主席。
查尔查尼出生在阿尔巴尼亚吉诺卡斯特的Fushë-Bardhë，二战期间他参加军队反抗意大利法西斯党军队，并加入了阿尔巴尼亚共产党，阿尔巴尼亚人民共和国成立后，他在1950年代曾担任矿业部长，在1960年代当选为阿尔巴尼亚劳动党中央政治局委员，1981年担任部长会议第一副主席
，1981年12月18日接替自杀身亡的穆罕默德·谢胡任部长会议主席，1991年阿尔巴尼亚劳动党政权瓦解，在示威者拆毁恩维尔·霍查的雕像后他決定辞职。1994年查尔查尼被阿爾巴尼亞貝里沙政府指控贪污和滥用权力被审判定罪，并被判处监禁。因健康问题他的刑期减为软禁，1997年软禁期間死于地拉那。